# Velkommen håp
Velkommen håp (deutsch: Willkommen Hoffnung) ist das Debütalbum der norwegischen Jazzband Flukten um die Saxophonistin Hanna Paulsberg. Die am 5. und 6. Februar 2021 bei Propeller Music Division in Oslo entstandenen Aufnahmen erschienen am 10. September 2021 auf Odin Records.

## Hintergrund
Das Quartett Flukten besteht aus der Saxophonistin Hanna Paulsberg (von Hanna Paulsberg Concept, GURLS, Trondheim Jazz Orchestra), dem Gitarristen Marius Hirth Klovning (von Hullyboo und Skadedyr), dem Kontrabassisten Bárður Reinert Poulsen (von Wako und Espen Berg Trio) und dem Schlagzeuger Hans Hulbækmo (von Hanna Paulsberg Concept, Moskus Atomic und Skadedyr).

## Titelliste

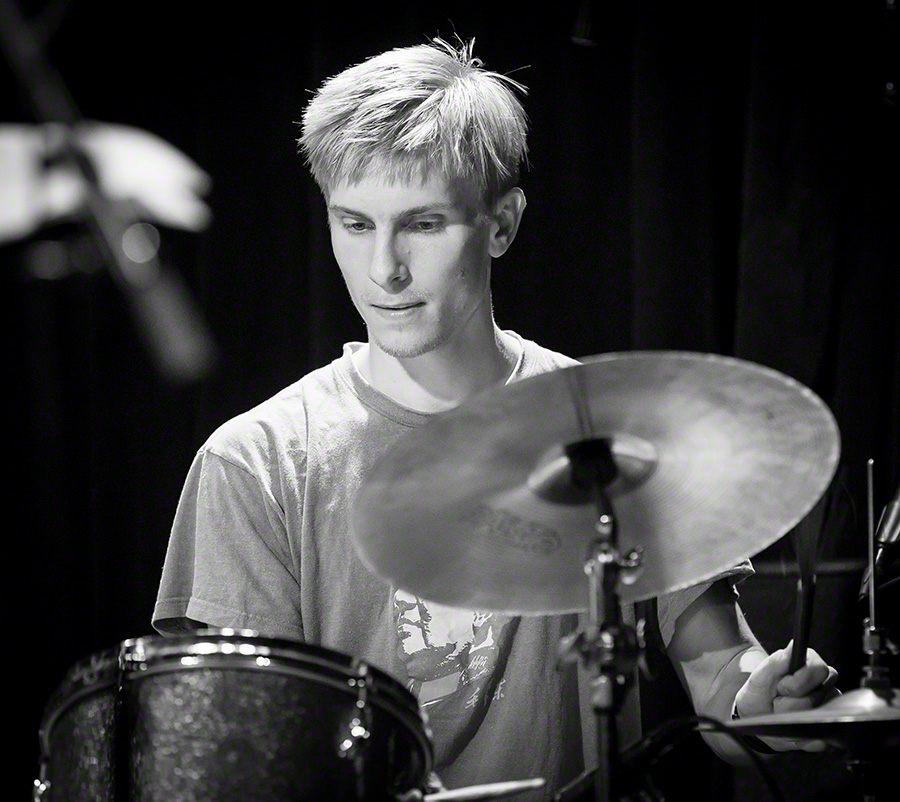
Hans Hulbækmo bei einem Auftritt beim Oslo Jazzfestival (2018)

- Flukten: Velkommen håp (Odin Records)[1]

1. Velkommen Håp (Hans Hulbækmo) 4:47
2. Budeie Boogie (Hans Hulbækmo) 5:05
3. Framsyning (Marius Hirth Klovning) 4:07
4. Barneblues (Hans Hulbækmo) 5:09
5. Mellomspill (Bárður Reinert Poulsen, Hanna Paulsberg, Hans Hulbækmo, Marius Hirth Klovning) 2:02
6. Jonas Og Hvalen (Marius Hirth Klovning) 5:29
7. Tennis Med Torstein (Hans Hulbækmo) 4:18
8. Bleik Myrk Legg (Hans Hulbækmo) 5:18
9. Pave Toten Totten (Hanna Paulsberg) 4:10
10. Blomstrene (Hans Hulbækmo) 1:58

## Rezeption

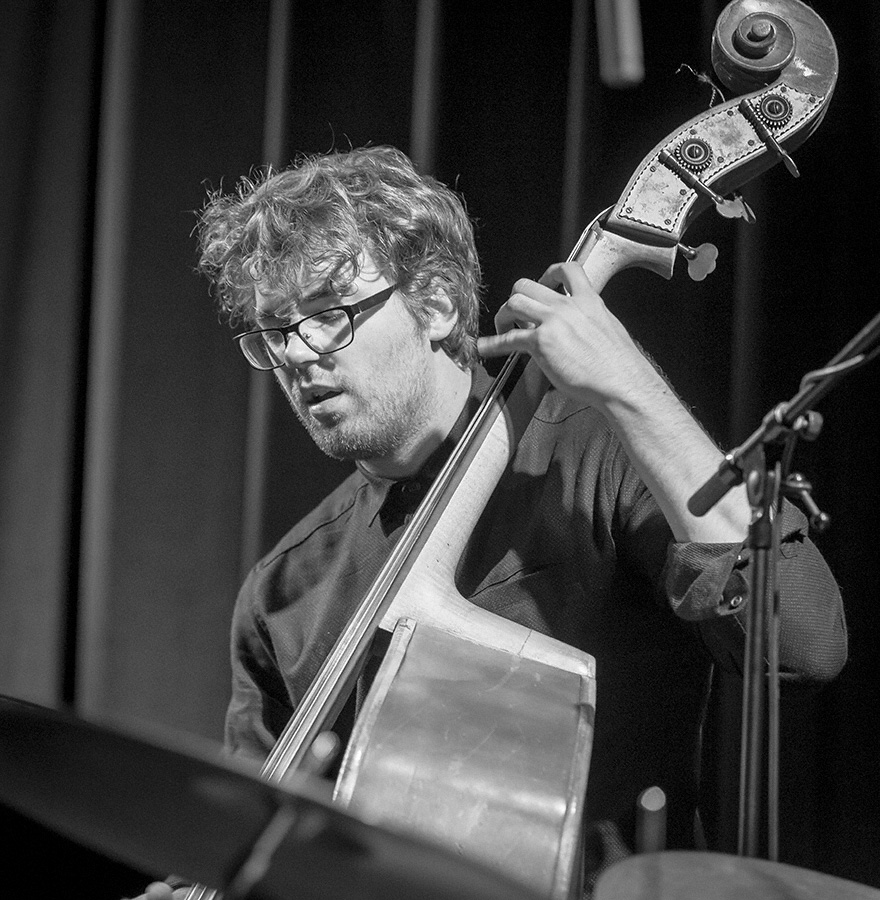
Barður Reinert Poulsen bei einem Auftritt mit dem Espen Berg Trio beim Victoria Nasjonal Jazzscene 2016

„Wir wissen, dass die COVID-19-Pandemie zu einer außergewöhnlichen Anzahl von Aufnahmen von Musikern geführt hat, die ihrer Auftrittsmöglichkeiten beraubt wurden, aber dieses norwegische Quartett wurde aufgrund des Lockdowns tatsächlich zu einer funktionierenden Band“, schrieb Peter Margasak (The Quietus). Flukten, das 2020 seinen ersten Gig in Oslo spielte, umfasse einige der interessantesten jungen Spieler Norwegens und das Debütalbum der Gruppe höre sich an wie eine Freisetzung gravierend aufgestauter Energie an. Deren Musik vermittle ein Gefühl der einfachen Freude, als hätten die Musiker eine neue Wertschätzung für die Elemente gefunden, die sie zum Jazz führten. Man kann zeitgenössische Vorläufer in ihrer Musik hören, von John Scofield in Poulsens spindeldürrem Gitarrenspiel, der gehauchten Textur Joe Lovanos in Paulsburgs lyrischem Saxophonspiel und dem einzigartigen Swing Paul Motians in Hulbækmos Zeitspiel. Aber es gebe vor allem eine große Energie und eine Post-Ornette-Coleman-Melodik in der Musik. Flukten halte die Zügel fest in der Hand und offenbare trotz der aufgebauschten Atmosphäre stets Disziplin.
Dave Sumner schrieb in Bandcamp Daily, wenn man der ungezähmten Melodik von Velkommen Håp begegne, mit seinen rhythmischen Bahnen, die fast außer Kontrolle geraten, würde man leicht die Tatsache aus den Augen verlieren, dass Flukten nur ein Quartett ist. Hanna Paulsberg, Marius Hirth Klovning, Bárður Reinert Poulsen und Hans Hulbækmo lassen es so aussehen, als ob eine Menge Musiker mit ihnen im Studio wären – was die Reichhaltigkeit an Texturen erklären würde, die durch diese dynamische Aufnahme rasen.
Nach Ansicht von Chris May, der das Album in All About Jazz rezensierte, besteht die Formation Flukten aus vier der markantesten Musiker Norwegens. Stilistisch besetze Flukten ein ähnliches Segment wie das britische Quartett Partisans [um Gene Calderazzo]. Die Besetzung sei die gleiche – Saxophon, E-Gitarre, Akustikbass, Schlagzeug – und die Musik, obwohl sie letztendlich jenseits aller Kategorien liege, könne wie die von Partisans ungefähr als Jazzrock beschrieben werden, der eher mit Jazz- als mit Rockmusik-Sensibilität gespielt werde. Flukten unterscheide sich jedoch von Partisans dadurch, dass deren Musik lockerer und weniger intensiv ist und Spontaneität und Gruppeninteraktion gegenüber Komposition und kniffligen Arrangements bevorzuge. Flukten spiele zwei Balladen, ein Stück unzeitgemäße freie Improvisation, und die restlichen sieben Tracks „sind motorisch-rhythmisch verankerte Essays im Jazzrock mit dem Schwerpunkt Jazz.“ Dies mache alles großen Spaß, so das Resümee des Autors.
Für den Kritiker von Freq.org ist es eine der Freuden beim Hören von Velkommen Håp, wie unterschiedlich das Schlagzeugspiel von einem Track zum nächsten klinge, und diese Formveränderung helfe den anderen Spielern, neue Ausdrucksformen und verschiedene Arten der Strukturierung jedes Tracks zu finden. Dabei würden, von Bop zu Post-Rock, von bluesiger Prahlerei zu sanftem Minimalismus, aber immer wie sie selbst klingend, vier Leute in einem Raum agieren, die sich gegenseitig schubsen, aber den Prozess in vollen Zügen genießen. Es sei dieser Genuss [an der Musik], der hier durchscheine und dieses Album zu einem so lohnenden Hörerlebnis mache. Es ist eine schöne, verspielte und unmittelbare Aufnahme eines Quartetts in vollem Gange.